# Vroeg-dynastieke Periode (Mesopotamië)
| Geschiedenis van Mesopotamië |                                              |                                              |                                              |                                                                        |                                                                        |                                                                        |                                                                        |
| Prehistorisch Mesopotamië pre–3100 v. Chr. Hassunacultuur 6400-5800 Samarracultuur 5500-4800 Halafcultuur 5500-4500 Obeidcultuur 5500-4000 Urukperiode 4000-3100                              |                                              |                                              |                                              |                                                                        |                                                                        |                                                                        |                                                                        |
| Sumerië Jemdet Nasr-periode 3100-2900 Vroeg-dynastieke periode 2900-2350 Ebla 2500-2350 — Mari 2900- 1750 Akkadische Rijk 2350-2150 Guti-overheersing 2212–2120 Neo-Sumerische Rijk 2120–2004 |                                              |                                              |                                              |                                                                        |                                                                        |                                                                        |                                                                        |
| Tijd van Isin en Larsa 2004–1763 v. Chr. | Tijd van Isin en Larsa 2004–1763 v. Chr.     | Tijd van Isin en Larsa 2004–1763 v. Chr.     | Tijd van Isin en Larsa 2004–1763 v. Chr.     | Oud-Assyrische periode 2000–1756 v. Chr.                               | Oud-Assyrische periode 2000–1756 v. Chr.                               | Oud-Assyrische periode 2000–1756 v. Chr.                               | Oud-Assyrische periode 2000–1756 v. Chr.                               |
| Babylonië Oud-Babylonische Rijk 1750-1595 |                                              |                                              |                                              |                                                                        |                                                                        |                                                                        |                                                                        |
| Karduniaš 1590-1100 Midden-Babylonische Rijk | Karduniaš 1590-1100 Midden-Babylonische Rijk | Karduniaš 1590-1100 Midden-Babylonische Rijk | Karduniaš 1590-1100 Midden-Babylonische Rijk | Mitanni 15e eeuw Midden-Assyrische Rijk 1400-1200 Hanigalbat 1400-1200 | Mitanni 15e eeuw Midden-Assyrische Rijk 1400-1200 Hanigalbat 1400-1200 | Mitanni 15e eeuw Midden-Assyrische Rijk 1400-1200 Hanigalbat 1400-1200 | Mitanni 15e eeuw Midden-Assyrische Rijk 1400-1200 Hanigalbat 1400-1200 |
| Nieuw-Assyrische Rijk 900-609 |                                              |                                              |                                              |                                                                        |                                                                        |                                                                        |                                                                        |
| Nieuw-Babylonische Rijk 626-539 |                                              |                                              |                                              |                                                                        |                                                                        |                                                                        |                                                                        |
| Portaal Geschiedenis Portaal Mesopotamië |                                              |                                              |                                              |                                                                        |                                                                        |                                                                        |                                                                        |

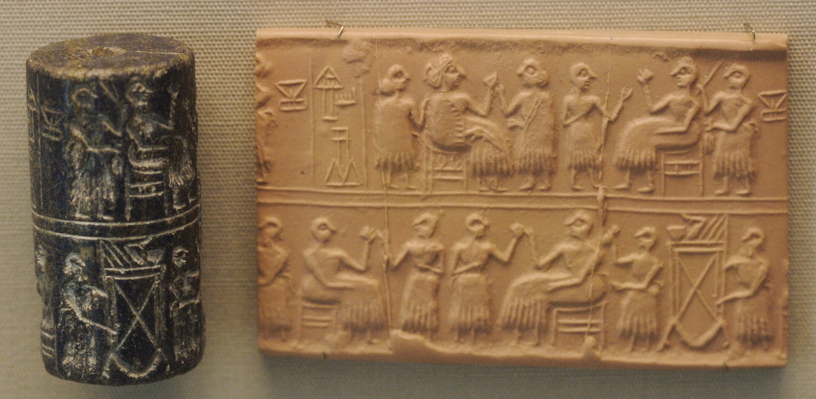
Rolzegel van koningin Puabi (ca. 2600 v.Chr.)

De vroeg-dynastieke periode (in Engelse wetenschappelijke literatuur Early Dynastic Period of ED) is een archeologische cultuur in Zuid-Mesopotamië (modern Irak) die tegenwoordig meestal tussen 2.900–2.350 v.Chr. gedateerd wordt. De periode volgt op de Jemdet Nasr-periode en gaat over in de Akkadische periode. De periode is niet prehistorisch; het schrift was al uitgevonden, maar ondervond in deze tijd belangrijke ontwikkelingen.
De periode werd in de jaren 1930 door de archeoloog Henri Frankfort gedefinieerd naar aanleiding van opgravingen die hij deed in het Diyalagebied in Irak. Sindsdien zijn de dateringen, subdivisies en karakteristieken archeologische stijlen steeds aangepast aan de nieuwste wetenschappelijke inzichten.
De vroeg-dynastieke periode wordt verdeeld in drie archeologische sub-fases die (in het Engels) ED I–III genoemd worden, waarbij de Vroeg-Dynastiek III verder onderverdeeld wordt in IIIa en IIIb.
Deze periode is vooral bekend uit het zuiden van Mesopotamië (Sumer), maar opgravingen in bijv. Tell Chuera hebben aangetoond dat er ook in het noorden (Subartu) al vroeg steden bestonden van aanzienlijke omvang.
Rolzegels uit deze periode worden veelvuldig aangetroffen en hun studie, de glyptiek, is een belangrijk hulpmiddel bij het onderscheiden van de onderperioden.

## ED I - ca. 2900-2750 v.Chr.
Er werd eerst gedacht dat dit slechts een overgangsfase was tussen de Uruk- en de latere ED II en III-periodes, maar bij nader inzien is dit toch een tijd met zijn eigen ontwikkelingen.

### Glyptiek
De glyptiek vertoont iconografisch en stilistisch zowel kenmerken van de eerdere Uruktijd als kenmerken die de latere ED-fasen anticiperen. In het Diyala-gebied waren er twee stilistische groepen, de zgn. 'Brocade'-stijl met hoge decoratieve zegels en een stijl rond Tell Agrab die vooral naturalistische afbeeldingen van dieren vertoont. De zegels van Nippur en Kish vertonen overeenkomst met die van Ur. Een leeuw met een gebogen nek en manen is een geliefd thema. Er zijn afbeeldingen uit de Jemdet Nasr-periode van een bebaarde man in een rok gekleed die deel neemt aan de jacht, bouwactiviteiten of het martelen van gevangenen die vaak geïnterpreteerd worden als beelden van het koningschap, hoewel Marchesi en Marchetti (2011) zich tegen die interpretatie verzetten. Hoe dat ook zij, in ED I ontbreken beelden die op koningschap wijzen geheel.

### Aardewerk
Er is genoeg kennis van het aardewerk van deze tijd dat van 96 graven uit de ED-periode die ingegraven zijn in oudere lagen (Jemdet Nasr en Uruk) in de heuvel van Al ‘Ubeid, er 16 als daterend van ED I geïdentificeerd kunnen worden. Deze graven bevatten 44 soorten aardewerk waarvan er 24 uniek zijn voor de ED I-periode. De andere 20 worden ook nog in ED II-graven aangetroffen.

### Schrift
Uit de ED I-periode zijn vooral in Ur kleitabletten met inscripties bekend. Het schrift had al in de Jemdet Nasr-tijd zijn intrede gedaan, maar onderging belangrijke ontwikkelingen in de Vroeg-dynastieke tijd. De ontwikkeling was er vooral op gericht het schrijven minder moeizaam te maken. Het aantal tekens verminderde en de vorm werd gestileerd. In ED I geven de tekens vooral zelfstandige naamwoorden aan en een enkel werkwoord. De volgorde kan verschillen en er zijn nog geen grammaticale aanduidingen.

## ED II ca. 2750-2600 v.Chr.
Aab het einde van de ED I traden belangrijke veranderingen in de waterlopen op waardoor sommige steden, zoals Uruk benadeeld werden, terwijl andere zoals Umma juist een bloeitijd tegemoet gingen. Er ontstond meer wedijver tussen de steden. Nissen noemt de volgende tijd (ED II en III) ook wel de periode van de rivaliserende stadstaten. Dit is de tijd van Gilgameš van Uruk en Agga (of Aka) van Kish, figuren die vooral uit latere legendevorming bekend zijn, maar wel degelijk op historische personen teruggaan.

### Glyptiek
In de glyptiek van deze tijd verschijnen voor het eerst ook namen van de eigenaar op de zegelsteen, waarmee de zegels de grens tussen archeologie en historie overschrijden. Een belangrijke vindplaats is Tell Fara, de oude stad Šuruppak. De Fara-stijl vertoont overeenkomst met de leeuwmotieven van ED I, maar in deze tijd worden gevechtsafbeeldingen erg populair. De kwaliteit van de zegels is vaak erg hoog, vooral als het paleiszegels zijn die de namen van heersers dragen. De Fara-stijl oefende ook invloed uit op andere streken zoals in het Diyala-gebied, Kish en Tell Abu Salabikh.

### Schrift
Er zijn uit deze tijd weinig geschreven bronnen bekend tot aan het einde. Dan is er uit Tell Fara (Šuruppak) een aanzienlijk aantal. Dan blijkt dat onderwijl het schrift al aanzienlijke ontwikkelingen ondergaan heeft. De hand hoefde minder veranderingen van richting te ondergaan tijdens het schrijven. Dat betekende dat er sneller geschreven kon worden. In Tell Abu Salabikh wordt al vroeg literatuur gevonden, zoals de templhymne van Keš.

## ED IIIa - 2600-2500 v.Chr.
In de latere fasen van de Vroeg-dynastieke tijd ED IIIa en IIIb begint het koningschap een veel duidelijker rol te spelen. Uit deze periode dateert de Koninklijke Begraafplaats van Ur. Het lijkt erop dat de maatschappij veel ongelijker geworden is met grote verschillen tussen de elite en het gewone volk.

### Glyptiek
In de ED IIIa periode bestaan er een aantal verschillende glyptiekstijlen naast elkaar. In het Diyala-gebied komen vlakke zegels voor en in Fara vallen vooral de uitgerekte diervormen op. Daarnaast bestond er de Anzu-Sud-stijl zo genoemd naar een inschrift van die naam. In Lagaš is in deze tijd de grootste variatie aan stijl en iconografie aan te treffen.

### Schrift
In ED III onderging het schrift twee verdere, belangrijke ontwikkelingen. De ene was de ontwikkeling van lettergreeptekens, de tweede was dat deze tekens nu ook grammaticale elementen gingen uitdrukken. Daarmee konden er volledige volzinnen genoteerd worden in plaats van alleen maar een reeks naamwoorden waarvan de lezer maar moest opmaken wat de bedoeling was. De gewoonte om het schrift op deze wijze nauwer met de gesproken taal te verbinden begon in de tijd van Eannatum van Lagaš, de jongere zoon van Ur-Nanshe. Hoewel het schrift toen al zo'n zes eeuwen oud was, werd het door deze veranderingen veel toepasselijker voor allerlei andere doeleinden dan eenvoudige boekhouding van aantallen schapen of geiten. De ontwikkeling in de richting van de weergave van (fonetische) lettergrepen was waarschijnlijk mede het gevolg dat de schrijvers niet alleen Sumerischtalig waren, maar dat er ook sprekers van Semitische dialecten bij waren. In Sumerisch waren woordstammen onveranderlijk, maar in Semtisch kunnen er klinkerveranderingen optreden en dat vroeg om een betere fonetische weergavemogelijkheid.
Er is gezien de vondsten in Tell Abu Salabikh en Far al vroeg een soort literair standaardcorpus dat in de schrijversopleiding gecultiveerd werd.

## ED IIIb 2500-2334 v.Chr.
Uit deze tijd is in de Diyala en in Kish slechts een paar zegels gevonden. Ook Abu Salabikh levert niet veel vondsten uit deze tijd op. In het zuiden worden vooral zegels van de dynastie Ur I aangetroffen en van de koningen van Lagaš vanaf Eannatum tot Lugalanda. Deze zegels zijn vaak veel formeler en de eerdere levendigheid van de IIIa-zegels ontbreekt.
Er is een koolstofdatering van een benen els uit Tell Ingharra, deel van de Kish-vindplaats uit een laag die ED III-vondsten oplevert. De resulterende datering is 2471-2299 v.Chr, wat goed overeenkomt met de 2500-2334 v.Chr. waarden die gewoonlijk aangenomen worden.

## Historische bronnen
Er zijn ook historische bronnen die over deze tijd gaan, met name de Sumerische koningslijst. Deze bron geeft aan dat in het zuiden van Mesopotamië (Sumerië) de politieke macht vaak verschoof van de ene stadstaat naar de andere. De lijst drukt dat uit in een aantal dynastieën die soms gelijktijdig geheerst en elkaar de hegemonie bestreden hebben. Eevergelijking van de historische (kleur) en archeologische (zwart) tijdvakken: